# Sheniqua Ferguson
Sheniqua Ferguson (née le 24 novembre 1989 à Nassau) est une athlète bahaméenne spécialiste du 100 et du 200 mètres.
En 2008, elle remporte deux médailles lors des Championnats du monde junior de Bydgoszcz, l'or sur 200 m et le bronze sur 100 m. Le 23 août 2009, elle se classe deuxième du relais 4 × 100 m des Championnats du monde de Berlin aux côtés de Chandra Sturrup, Christine Amertil et Debbie Ferguson-McKenzie. Le relais des Bahamas est devancé par la Jamaïque.
Ses meilleures performances sont 11 s 07 sur 100 m (2012) et 22 s 64 sur 200 m (2012).

## Palmarès
| Date | Compétition                   | Lieu      | Résultat | Epreuve   |
| ---- | ----------------------------- | --------- | -------- | --------- |
| 2006 | Championnats du monde juniors | Pékin     | 8e       | 200 m     |
| 2008 | Championnats du monde junior  | Bydgoszcz | 3e       | 100 m     |
| 2008 | Championnats du monde junior  | Bydgoszcz | 1re      | 200 m     |
| 2008 | Championnats du monde junior  | Bydgoszcz | 4e       | 4 × 100 m |
| 2009 | Championnats du monde         | Berlin    | 2e       | 4 × 100 m |
| 2014 | Relais mondiaux de l'IAAF     | Nassau    | 4e       | 4 × 200 m |
| 2015 | Relais mondiaux de l'IAAF     | Nassau    | finale   | 4 × 200 m |
| 2015 | Jeux panaméricains            | Toronto   | 7e       | 4 x 100 m |